# Зіггельков
Зіггельков (нім. Siggelkow) — громада в Німеччині, розташована в землі Мекленбург-Передня Померанія. Входить до складу району Людвігслуст-Пархім. Складова частина об'єднання громад Ельденбург-Любц.
Площа — 54,85 км2. Населення становить 844 ос. (станом на 31 грудня 2020).

## Галерея

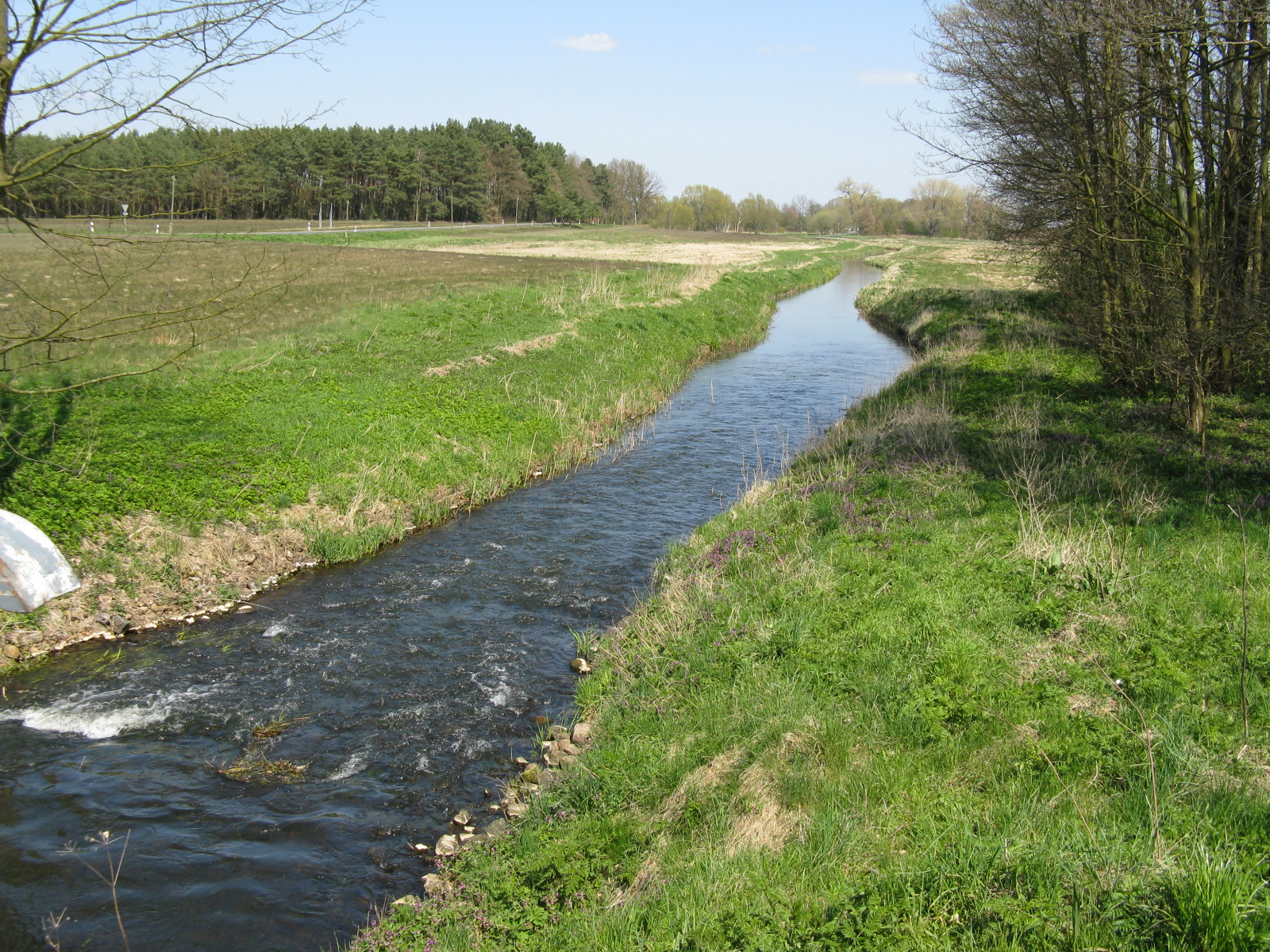